# Mã quốc gia: J-K
- A
- B
- C
- D–E
- F
- G
- H–I
- J–K
- L
- M
- N
- O–Q
- R
- S
- T
- U–Z

## Jamaica
| ISO 3166-1 numeric 388        | ISO 3166-1 alpha-3 JAM | ISO 3166-1 alpha-2 JM              | Tiền tố mã sân bay ICAO MK       |
| Mã E.164 +1 876               | Mã quốc gia IOC JAM    | Tên miền quốc gia cấp cao nhất .jm | Tiền tố đăng ký sân bay ICAO 6Y- |
| Mã quốc gia di động E.212 338 | Mã ba ký tự NATO JAM   | Mã hai ký tự NATO (lỗi thời) JM    | Mã MARC LOC JM                   |
| ID hàng hải ITU 339           | Mã ký tự ITU JMC       | Mã quốc gia FIPS JM                | Mã biển giấy phép JA             |
| Tiền tố GTIN GS1 —            | Mã quốc gia UNDP JAM   | Mã quốc gia WMO JM                 | Tiền tố callsign ITU 6YA-6YZ     |

## Nhật Bản
| ISO 3166-1 numeric 392        | ISO 3166-1 alpha-3 JPN | ISO 3166-1 alpha-2 JP              | Tiền tố mã sân bay ICAO RJ, RO               |
| Mã E.164 +81                  | Mã quốc gia IOC JPN    | Tên miền quốc gia cấp cao nhất .jp | Tiền tố đăng ký sân bay ICAO JA-             |
| Mã quốc gia di động E.212 441 | Mã ba ký tự NATO JPN   | Mã hai ký tự NATO (lỗi thời) JA    | Mã MARC LOC JA                               |
| ID hàng hải ITU 431, 432      | Mã ký tự ITU J         | Mã quốc gia FIPS JA                | Mã biển giấy phép J                          |
| Tiền tố GTIN GS1 450-459      | Mã quốc gia UNDP JPN   | Mã quốc gia WMO JP                 | Tiền tố callsign ITU 7JA-7NZ,8JA-8NZ,JAA-JSZ |

## Jersey
| ISO 3166-1 numeric 832      | ISO 3166-1 alpha-3 JEY | ISO 3166-1 alpha-2 JE              | Tiền tố mã sân bay ICAO —      |
| Mã E.164 +44                | Mã quốc gia IOC —      | Tên miền quốc gia cấp cao nhất .je | Tiền tố đăng ký sân bay ICAO — |
| Mã quốc gia di động E.212 — | Mã ba ký tự NATO —     | Mã hai ký tự NATO (lỗi thời) —     | Mã MARC LOC —                  |
| ID hàng hải ITU —           | Mã ký tự ITU —         | Mã quốc gia FIPS JE                | Mã biển giấy phép GBJ          |
| Tiền tố GTIN GS1 —          | Mã quốc gia UNDP —     | Mã quốc gia WMO —                  | Tiền tố callsign ITU —         |

## Jordan
| ISO 3166-1 numeric 400        | ISO 3166-1 alpha-3 JOR | ISO 3166-1 alpha-2 JO              | Tiền tố mã sân bay ICAO OJ       |
| Mã E.164 +962                 | Mã quốc gia IOC JOR    | Tên miền quốc gia cấp cao nhất .jo | Tiền tố đăng ký sân bay ICAO JY- |
| Mã quốc gia di động E.212 416 | Mã ba ký tự NATO JOR   | Mã hai ký tự NATO (lỗi thời) JO    | Mã MARC LOC JO                   |
| ID hàng hải ITU 438           | Mã ký tự ITU JOR       | Mã quốc gia FIPS JO                | Mã biển giấy phép HKJ            |
| Tiền tố GTIN GS1 625          | Mã quốc gia UNDP JOR   | Mã quốc gia WMO JD                 | Tiền tố callsign ITU JYA-JYZ     |

## Kazakhstan
| ISO 3166-1 numeric 398        | ISO 3166-1 alpha-3 KAZ | ISO 3166-1 alpha-2 KZ              | Tiền tố mã sân bay ICAO UA       |
| Mã E.164 +7                   | Mã quốc gia IOC KAZ    | Tên miền quốc gia cấp cao nhất .kz | Tiền tố đăng ký sân bay ICAO UN- |
| Mã quốc gia di động E.212 401 | Mã ba ký tự NATO KAZ   | Mã hai ký tự NATO (lỗi thời) KZ    | Mã MARC LOC KZ                   |
| ID hàng hải ITU 436           | Mã ký tự ITU KAZ       | Mã quốc gia FIPS KZ                | Mã biển giấy phép KZ             |
| Tiền tố GTIN GS1 487          | Mã quốc gia UNDP KAZ   | Mã quốc gia WMO KZ                 | Tiền tố callsign ITU UNA-UQZ     |

## Kenya
| ISO 3166-1 numeric 404        | ISO 3166-1 alpha-3 KEN | ISO 3166-1 alpha-2 KE              | Tiền tố mã sân bay ICAO HK       |
| Mã E.164 +254                 | Mã quốc gia IOC KEN    | Tên miền quốc gia cấp cao nhất .ke | Tiền tố đăng ký sân bay ICAO 5Y- |
| Mã quốc gia di động E.212 639 | Mã ba ký tự NATO KEN   | Mã hai ký tự NATO (lỗi thời) KE    | Mã MARC LOC KE                   |
| ID hàng hải ITU 634           | Mã ký tự ITU KEN       | Mã quốc gia FIPS KE                | Mã biển giấy phép EAK            |
| Tiền tố GTIN GS1 616          | Mã quốc gia UNDP KEN   | Mã quốc gia WMO KN                 | Tiền tố callsign ITU 5YA-5ZZ     |

## Kiribati
| ISO 3166-1 numeric 296        | ISO 3166-1 alpha-3 KIR | ISO 3166-1 alpha-2 KI              | Tiền tố mã sân bay ICAO NG               |
| Mã E.164 +686                 | Mã quốc gia IOC KIR    | Tên miền quốc gia cấp cao nhất .ki | Tiền tố đăng ký sân bay ICAO T3-         |
| Mã quốc gia di động E.212 545 | Mã ba ký tự NATO KIR   | Mã hai ký tự NATO (lỗi thời) KR    | Mã MARC LOC GB                           |
| ID hàng hải ITU 529           | Mã ký tự ITU KIR       | Mã quốc gia FIPS KR                | Mã biển giấy phép KIR (không chính thức) |
| Tiền tố GTIN GS1 —            | Mã quốc gia UNDP KIR   | Mã quốc gia WMO KB                 | Tiền tố callsign ITU T3A-T3Z             |

## CHDCND Triều Tiên
| ISO 3166-1 numeric 408        | ISO 3166-1 alpha-3 PRK | ISO 3166-1 alpha-2 KP              | Tiền tố mã sân bay ICAO ZK              |
| Mã E.164 +850                 | Mã quốc gia IOC PRK    | Tên miền quốc gia cấp cao nhất .kp | Tiền tố đăng ký sân bay ICAO P-         |
| Mã quốc gia di động E.212 467 | Mã ba ký tự NATO PRK   | Mã hai ký tự NATO (lỗi thời) KN    | Mã MARC LOC KN                          |
| ID hàng hải ITU 445           | Mã ký tự ITU KRE       | Mã quốc gia FIPS KN                | Mã biển giấy phép KP (không chính thức) |
| Tiền tố GTIN GS1 867          | Mã quốc gia UNDP DRK   | Mã quốc gia WMO KR                 | Tiền tố callsign ITU HMA-HMZ, P5A-P9Z   |

## Hàn Quốc
| ISO 3166-1 numeric 410        | ISO 3166-1 alpha-3 KOR | ISO 3166-1 alpha-2 KR              | Tiền tố mã sân bay ICAO RK                             |
| Mã E.164 +82                  | Mã quốc gia IOC KOR    | Tên miền quốc gia cấp cao nhất .kr | Tiền tố đăng ký sân bay ICAO HL-                       |
| Mã quốc gia di động E.212 450 | Mã ba ký tự NATO KOR   | Mã hai ký tự NATO (lỗi thời) KS    | Mã MARC LOC KO                                         |
| ID hàng hải ITU 440, 441      | Mã ký tự ITU KOR       | Mã quốc gia FIPS KS                | Mã biển giấy phép ROK                                  |
| Tiền tố GTIN GS1 880          | Mã quốc gia UNDP ROK   | Mã quốc gia WMO KO                 | Tiền tố callsign ITU 6KA-6NZ, D7A-D9Z DSA-DTZ, HLA-HLZ |

## Kosovo
| ISO 3166-1 numeric -          | ISO 3166-1 alpha-3 - | ISO 3166-1 alpha-2 XK            | Tiền tố mã sân bay ICAO BK      |
| Mã E.164 +383                 | Mã quốc gia IOC KOS  | Tên miền quốc gia cấp cao nhất - | Tiền tố đăng ký sân bay ICAO Z6 |
| Mã quốc gia di động E.212 212 | Mã ba ký tự NATO -   | Mã hai ký tự NATO (lỗi thời) -   | Mã MARC LOC KV                  |
| ID hàng hải ITU -             | Mã ký tự ITU -       | Mã quốc gia FIPS KV              | Mã biển giấy phép RKS           |
| Tiền tố GTIN GS1 -            | Mã quốc gia UNDP KOS | Mã quốc gia WMO -                | Tiền tố callsign ITU -          |

## Kuwait
| ISO 3166-1 numeric 414        | ISO 3166-1 alpha-3 KWT | ISO 3166-1 alpha-2 KW              | Tiền tố mã sân bay ICAO OK       |
| Mã E.164 +965                 | Mã quốc gia IOC KUW    | Tên miền quốc gia cấp cao nhất .kw | Tiền tố đăng ký sân bay ICAO 9K- |
| Mã quốc gia di động E.212 419 | Mã ba ký tự NATO KWT   | Mã hai ký tự NATO (lỗi thời) KU    | Mã MARC LOC KU                   |
| ID hàng hải ITU 447           | Mã ký tự ITU KWT       | Mã quốc gia FIPS KU                | Mã biển giấy phép KWT            |
| Tiền tố GTIN GS1 627          | Mã quốc gia UNDP KUW   | Mã quốc gia WMO KW                 | Tiền tố callsign ITU 9KA-9KZ     |

## Kyrgyzstan
| ISO 3166-1 numeric 417        | ISO 3166-1 alpha-3 KGZ | ISO 3166-1 alpha-2 KG              | Tiền tố mã sân bay ICAO UC       |
| Mã E.164 +996                 | Mã quốc gia IOC KGZ    | Tên miền quốc gia cấp cao nhất .kg | Tiền tố đăng ký sân bay ICAO EX- |
| Mã quốc gia di động E.212 437 | Mã ba ký tự NATO KGZ   | Mã hai ký tự NATO (lỗi thời) KG    | Mã MARC LOC KG                   |
| ID hàng hải ITU —             | Mã ký tự ITU KGZ       | Mã quốc gia FIPS KG                | Mã biển giấy phép KS             |
| Tiền tố GTIN GS1 470          | Mã quốc gia UNDP KYR   | Mã quốc gia WMO KY                 | Tiền tố callsign ITU EXA-EXZ     |